# 門田純良
門田 純良（かどた すみよし、1951年4月5日 - ）は、愛媛県今治市出身の元プロ野球選手（投手）。

## 来歴・人物
今治南高から、社会人野球の愛媛相互銀行へと進み、谷山高明とともに主力投手として活躍。
1970年のプロ野球ドラフト会議で南海ホークスから3位指名される。しかし保留する。
1971年の都市対抗に谷山とともに丸善石油の補強選手として出場。2回戦では盛岡鉄道管理局を相手に先発するが、早々に打ち込まれ真価を発揮できなかった。準々決勝でも先発を任され、日本石油の奥江英幸と投げ合う。この試合は3回からエースの久玉清人に継投して勝利を飾った。決勝に進出し新日鐵広畑と対戦。7回から久玉をリリーフするが白滝政孝、佐々木恭介に適時打を浴び降板、敗退した。その後、ドラフト最終期限前に南海に入団した。大型右腕投手として期待された。
1972年から一軍に上がり、10月には初先発を果たす。
1976年オフに金城基泰とのトレードで松原明夫と共に広島東洋カープへ移籍。
1979年限りで現役を引退。
1983年まで打撃投手を勤めた。
ストレート、カーブ、シュート、スライダーが武器。球速はかなりあるが変化球のコントロールが甘く、ピッチングに幅がないとの評があった。

## 詳細情報

### 年度別投手成績
| 年 度    | 球 団    | 登 板 | 先 発 | 完 投 | 完 封 | 無 四 球 | 勝 利 | 敗 戦 | セ 丨 ブ | ホ 丨 ル ド | 勝 率 | 打 者 | 投 球 回 | 被 安 打 | 被 本 塁 打 | 与 四 球 | 敬 遠 | 与 死 球 | 奪 三 振 | 暴 投 | ボ 丨 ク | 失 点 | 自 責 点 | 防 御 率 | W H I P |
| -------- | -------- | ----- | ----- | ----- | ----- | -------- | ----- | ----- | -------- | ----------- | ----- | ----- | -------- | -------- | ----------- | -------- | ----- | -------- | -------- | ----- | -------- | ----- | -------- | -------- | ------- |
| 1972     | 南海     | 12    | 1     | 0     | 0     | 0        | 0     | 1     | --       | --          | .000  | 107   | 24.0     | 21       | 3           | 16       | 1     | 2        | 15       | 1     | 0        | 11    | 10       | 3.75     | 1.54    |
| 1973     | 南海     | 6     | 2     | 0     | 0     | 0        | 2     | 0     | --       | --          | 1.000 | 68    | 15.1     | 11       | 2           | 12       | 0     | 0        | 7        | 0     | 0        | 7     | 7        | 4.20     | 1.50    |
| 1976     | 南海     | 1     | 0     | 0     | 0     | 0        | 0     | 0     | 1        | --          | ----  | 16    | 4.0      | 4        | 0           | 1        | 0     | 0        | 1        | 0     | 0        | 0     | 0        | 0.00     | 1.25    |
| 1977     | 広島     | 2     | 0     | 0     | 0     | 0        | 0     | 0     | 0        | --          | ----  | 13    | 3.0      | 4        | 0           | 2        | 0     | 0        | 3        | 0     | 0        | 2     | 2        | 6.00     | 2.00    |
| 通算:4年 | 通算:4年 | 21    | 3     | 0     | 0     | 0        | 2     | 1     | 1        | --          | .667  | 204   | 46.1     | 40       | 5           | 31       | 1     | 2        | 26       | 1     | 0        | 20    | 19       | 3.72     | 1.53    |

### 記録
- 初登板：1972年4月9日、対阪急ブレーブス1回戦（阪急西宮球場）、8回裏から2番手で救援登板・完了、1回無失点
- 初先発登板：1972年10月7日、対近鉄バファローズ23回戦（藤井寺球場）、4回3失点で敗戦投手
- 初勝利：1973年8月7日、対日拓ホームフライヤーズ後期1回戦（大阪スタヂアム）、9回表から3番手で救援登板・完了、1回無失点
- 初先発勝利：1973年8月10日、対太平洋クラブライオンズ後期4回戦（平和台球場）、7回1/3を5失点
- 初セーブ：1976年10月6日、対太平洋クラブライオンズ後期13回戦（大阪スタヂアム）、6回表から2番手で救援登板・完了、4回無失点

### 背番号
- 24 （1972年 - 1974年）
- 33 （1975年 - 1976年）
- 15 （1977年）
- 49 （1978年 - 1979年）
- 67 （1980年 - 1983年）